# Cephonodes apus
Cephonodes apus är en fjärilsart som beskrevs av Jean Baptiste Boisduval 1833. Cephonodes apus ingår i släktet Cephonodes och familjen svärmare. Inga underarter finns listade i Catalogue of Life.